# Menipea kempi
Menipea kempi är en mossdjursart som beskrevs av Roxanne Irene Hastings 1943. Menipea kempi ingår i släktet Menipea och familjen Candidae. Inga underarter finns listade i Catalogue of Life.